# Baasan
Baasan (ou Bahsan) est une localité du Cameroun située dans la région du Nord-Ouest et le département du Bui. Elle fait partie de la commune de Mbiame.

## Population
Lors du recensement de 2005, on y a dénombré 306 personnes.
Une étude locale de 2012 a estimé la population à 730 habitants. 

## Éducation
En 2012, Baasan ne possède pas d'écoles d'enseignement primaire ni d'enseignement secondaire.

## Réseau routier
En 2012, la route traversant Baasan était en mauvais état.